# بيتر رادفورد
بيتر رادفورد (بالإنجليزية: Peter Radford)‏ هو عداء سريع بريطاني، ولد في 20 سبتمبر 1939 في والسال في المملكة المتحدة.

## وصلات خارجية
- بيتر رادفورد على موقع أوليمبيديا (الإنجليزية)
- بيتر رادفورد على موقع اللجنة الأولمبية البريطانية (الإنجليزية)
- بيتر رادفورد على موقع اتحاد ألعاب الكومنولث (مؤرشف) (الإنجليزية)